# 터보권계면
터보권계면(turbopause)은 난류 혼합이 지배적인 지구 대기의 계면의 고도를 표시한다. 터보권계면 아래의 영역은 호모권이라 알려져 있으며 화학 구성 성분은 잘 혼합되어 있고 동일한 고도 분포를 보인다. 즉 대기화학 성분은 화학적인 원소들에 대해 이 영역 내에 일정하게 유지되는데 그것들은 긴 평균 머무는 시간을 지닌다.
매우 반응성이 높은 화합물들은 대기 전체에 큰 농도 변화를 보이곤 한다. 반면 불활성 기체는 더 고르게 분포할 것이다.
터보권 계면위의 영역은 헤테로 권으로 그곳에서 분자 확산이 지배적이며 대기권의 화학 성분은 화학 종류에 따라 변한다. 터보권 계면은 중간권 근처에 있는데 중간권과 열권의 교차점이며 고도는 대체로 100km이다.